# Anomala dorsalis
Anomala dorsalis är en skalbaggsart som beskrevs av Fabricius 1775. Anomala dorsalis ingår i släktet Anomala och familjen Rutelidae. Inga underarter finns listade i Catalogue of Life.